# Ángel Sixto Rossi

Escut d'armes com a arquebisbe, abans d'esdevenir cardenal

Ángel Sixto Rossi SJ (nascut l'11 d'agost de 1958) és un prelat argentí de l'Església Catòlica que és arquebisbe de Còrdova des de 2021. És jesuïta des de 1976.
El papa Francesc el va crear cardenal el 30 de setembre de 2023.

## Biografia
Ángel Sixto Rossi va néixer l'11 d'agost de 1958 a Còrdova, Argentina, tercer fill d'Ángel Sixto Rossi i Delicia Ruiz Caraffa. El 1976 va ingressar al noviciat de la Província Argentina de la Companyia de Jesús. Després d'estudiar filosofia i teologia a l'Argentina i l'Equador, va ser ordenat sacerdot el 12 de desembre de 1986. Es va llicenciar en teologia espiritual a la Pontifícia Universitat Gregoriana de Roma amb una tesi sobre el discerniment espiritual a Sant Ignasi. Va fer els seus vots solemnes com a jesuïta el 9 de maig de 1994.
Del 1990 al 1992 va ser rector de l'Església del Salvador de Buenos Aires; va obrir l'Hogar San José per a la gent que viu al carrer. L'any 1992 va crear la Fundació Manos Abiertas, que ajuda als més pobres i vulnerables de deu ciutats d'Argentina. Del 1992 al 1995 va ser mestre de novicis de la Companyia de Jesús i del 2013 al 2019 va ser superior de la residència comunitària jesuïta de Còrdova.
Ha ofert nombrosos exercicis espirituals ignasians a grups de sacerdots, religiosos i laics. Abans de ser bisbe, va ser conseller de la Província argentino-uruguaiana de la Companyia de Jesús, amb seu a Còrdova, i com a coordinador de l'equip missioner itinerant i assistent espiritual de la Fundació Manos Abiertas.
El papa Francesc el va nomenar arquebisbe de Còrdova el 6 de novembre de 2021. Va rebre la seva consagració episcopal el 17 de desembre de 2021 de mans del seu predecessor a Còrdova, l'arquebisbe Carlos José Ñáñez. L'escut d'armes que va adoptar era molt més senzill que el d'altres prelats, ja que no emprava les insígnies que indicaven el seu rang d'arquebisbe metropolità i centrava un bàcul de pastor darrere de l'escut en lloc d'una creu.
El 9 de juliol de 2023, el papa Francesc va anunciar que tenia previst nomenar-lo cardenal en un consistori previst per al 30 de setembre.En aquest consistori va ser nomenat cardenal prevere de Santa Bernadette Soubirous.
Com a cardenal ha incorporat la insígnia estàndard del seu rang com a cardenal i arquebisbe metropolità al seu nou escut, mostrant-lo a la pàgina de Facebook de l'arxidiòcesi de Còrdova quan va anunciar que prenia possessió de la seva església titular el 29 d'octubre de 2023.
És autor i coautor de nombrosos treballs sobre espiritualitat i educació tant per a joves com per a adults.